# فروپاشی روانی
فروپاشی روانی (به انگلیسی: Mental breakdown) (که به عنوان بحران روحی نیز شناخته می‌شود) اصطلاحی‌است غیرپزشکی برای توصیف دوره‌ای حاد و کوتاه‌مدت از یک آشفتگی خاص که ابتدا با مشخصه‌های افسردگی یا اضطراب تظاهر می‌کند.

## تعریف
عبارت‌های «فروپاشی روانی» و «بحران عصبی» بدون تعاریف رسمی از سوی سامانه‌های بیماری‌شناسی همچون طبقه‌بندی رفتارهای ناهنجار یا فهرست کدهای آی‌سی‌دی-۱۰ بوده و کم‌وبیش جایی در ادبیات علمی روز وابسته به بیماری‌های روانی ندارند. با آنکه «فروپاشی روانی» لزوماً تعریف روشنی ندارد، بررسی افراد غیر متخصص چنین نشان می‌دهد که فروپاشی روانی به واکنش درهم‌پریشی به زمان‌ محدود خاصی اشاره دارد، که عوارضی چون اضطراب و افسردگی را در پی‌ داشته و معمولاً به‌واسطهٔ محرک‌های تنش‌زای بیرونی امر فروپاشی تسریع می‌شود. شرایط یادشده هم می‌تواند علائم روان پریشی همچون نشانه‌های متناظر با شیزوفرنی را نیز دارا باشد، و هم فاقد آن باشد.
این وضعیت در مواردی خاص، پس از اینکه یک فرد از فعالیت روزمره ـ‌به دلیل مشکلات رخ داده‌ـ ناتوان می‌گردد نیز گاه با تک‌واژهٔ «فروپاشی» توصیف می‌شود.

## علل
این فروپاشی‌ها دلایل گوناگونی دارند. در پژوهشی که در سال ۱۹۹۶ انجام شد، روشن شد که پدیده‌هایی برخاسته از متزلزل شدن بنیاد خانواده، همچون پدیدهٔ طلاق یا جدایی زناشویی، ۲۴٪ عامل مشکلات کاری و در مدرسه عامل ۱۷٪ و مشکلات مالی عامل ۱۱٪ فروپاشی‌های روانی بوده‌اند. بررسی نشان می‌دهد که در ایالات متحده، اهمیت مشکلات ناشی از بیماری‌ها و مشکلات درمانی، به‌عنوان عاملی برای فشار بالای عصبی به‌تدریج کاهش می‌یابد، چرا که این مقدار تا ۲۸٪ در سال ۱۹۵۷، ۱۲٪ در سال ۱۹۷۶ و تنها ۵٫۶٪ در سال ۱۹۹۶ از فروپاشی‌های روانی را شامل می‌شدند.

## اختلال‌های مشابه
رپورت، تاد، لاملی و فیسیکارو پیشنهاد می‌دهند نزدیک‌ترین مقولهٔ تشخیص بیماری‌ها در طبقه‌بندی رفتارهای ناهنجار برای فروپاشی روانی، اختلال سازگاری با نگرانیِ همراه‌ با حالت افسردگی (حاد) است. اختلالات هم‌سازی و فروپاشی‌های روانی، هر دو واکنش‌هایی حاد به تنش‌هایی هستند که با از میان رفتن محرک تنش‌زا رفع می‌شوند. اگرچه طبقه‌بندی رفتارهای ناهنجار، موارد اختلالات ثانویِ ناشی از داغدار شدن را (که عامل ۶ تا ۸٪ فروپاشی‌های روانی است)، از این غائله مستثنی می‌داند.
فروپاشی روانی ممکن است برخی از ویژگی‌های اختلالات تنش‌زای حاد و اختلالات تنش‌زای پس از رویداد را به همراه داشته باشد، در این صورت، این اختلالات هرکدام در پاسخ به محرک تنش‌زای خارجی رخ داده و ممکن است با پریشان‌خوابی، کاهش تمرکز و تغییرات خلق‌وخوی همراه باشد. بااین‌حال، علائم فروپاشی روانی شامل مجموعهٔ آسیب‌های روانی بازآزموده شده، گسستگی شخصیت، اختلال شخصیتی، پرهیزگری و از کار افتادن پاسخ‌دهی عمومی است.
فروپاشی روانی شاید بسیاری از شرایط اختلال اضطراب آمیخته با افسردگی را به‌ همراه داشته باشد. با این‌ وجود، تعریف اختلال اضطراب آمیخته با افسردگی، وضعیتی مزمن را نشان می‌دهد که در تضاد با طبیعت حاد و کوتاه‌مدت فروپاشی روانی است.